# Bundesautobahn 26
De Bundesautobahn 26 (kort BAB 26, A26 of 26) is een Duitse autosnelweg in Drochtersen, Stade en Hamburg met elkaar zal verbinden. De A26 is een vervanging van de B73, die door de Duitse boulevardpers ook wel Todesstrecke (dodenweg) genoemd werd.
Met de bouw van de eerste 12 kilometer autosnelweg tussen Stade en Horneburg werd in 2002 begonnen en dit wegvak werd in 2008 opengesteld voor verkeer. Het tracébesluit van de 10 daaropvolgende kilometers autosnelweg tussen Horneburg en Buxtehude werd in 2004 vastgesteld.
In 2004 werd op landelijk niveau besloten dat de A26 vanaf Stade verlengd zou worden tot Drochtersen, waar de A26 aansluit op de A20.

## Bestaand traject

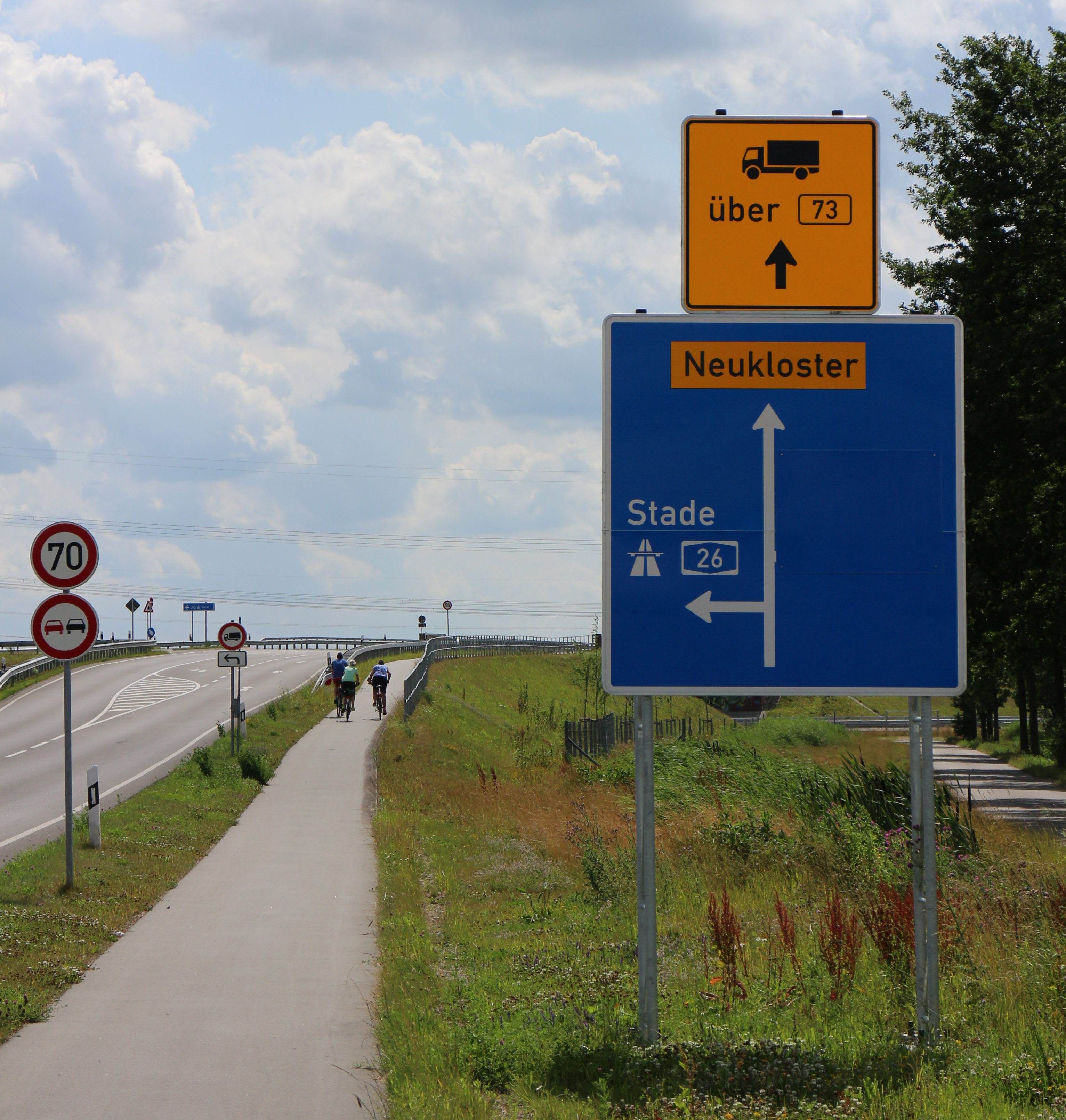
Aansluiting Jork (de bestemming Hamburg is nog afgedekt). (2015)

Met de bouw van de eerste twaalf kilometer tussen Stade en Horneburg werd in 2002 begonnen. Tussen 5 augustus en 5 september 2008 werd de rijbaan van Horneburg naar Stade als omleiding voor de B73 provisorisch voor het verkeer vrijgegeven. De snelweg was toen nog maar met één rijstrook opengesteld en de maximumsnelheid bedroeg maar 50 km/h. De feestelijke opening van dit trajectdeel vond op 4 oktober 2008 plaats. Na een kleine vertraging bij het verwijderen van de laatste afzettingen werd op 23 oktober 2008 het trajectdeel eindelijk voor het verkeer vrijgegeven. De aansluiting met de Hanzestad Stade werd via een grote zwevende rotonde gebouwd. De A26 gaat daarbij onder de rotonde door en over in de B73, de toe- en afritten verlopen via de rotonde. De rijbaanbreedte bedraagt tien meter, wat overeenkomt met de standaarddoorsnede "RQ 26".

### Tweede trajectdeel (Horneburg - Buxtehude)
Voor het tweede 9,15 kilometer lange trajectdeel tussen Horneburg en Buxtehude is sinds 2004 het tracébesluit van kracht.
Het eerste deel van het tweede trajectdeel Horneburg - Jork is sinds medio 2014 geasfalteerd. Het is voor auto's en motoren sinds 28 november 2014 richting het westen en sinds 17 juli 2015 voor beide rijrichtingen geopend.

## In bouw

### Tweede trajectdeel (Horneburg - Buxtehude)
Na een gedeeltelijk succesvol beroep tegen het geplande tracé moest het oostelijke deel van het traject ter bescherming van het natuur- en vogelgebied "Moore bei Buxtehude" verlegd worden. Een ander beroep van de stad Buxtehude met betrekking tot de geplande brug over de Este werd teruggetrokken. Door de in bouw zijnde brug wordt de haven van Buxtehude niet meer voor zeilschepen bereikbaar. Gepland is om het traject gelijktijdig met het derde deel in juli 2021 op te leveren.

### Derde trajectdeel (Buxtehude - Neu Wulmstorf)

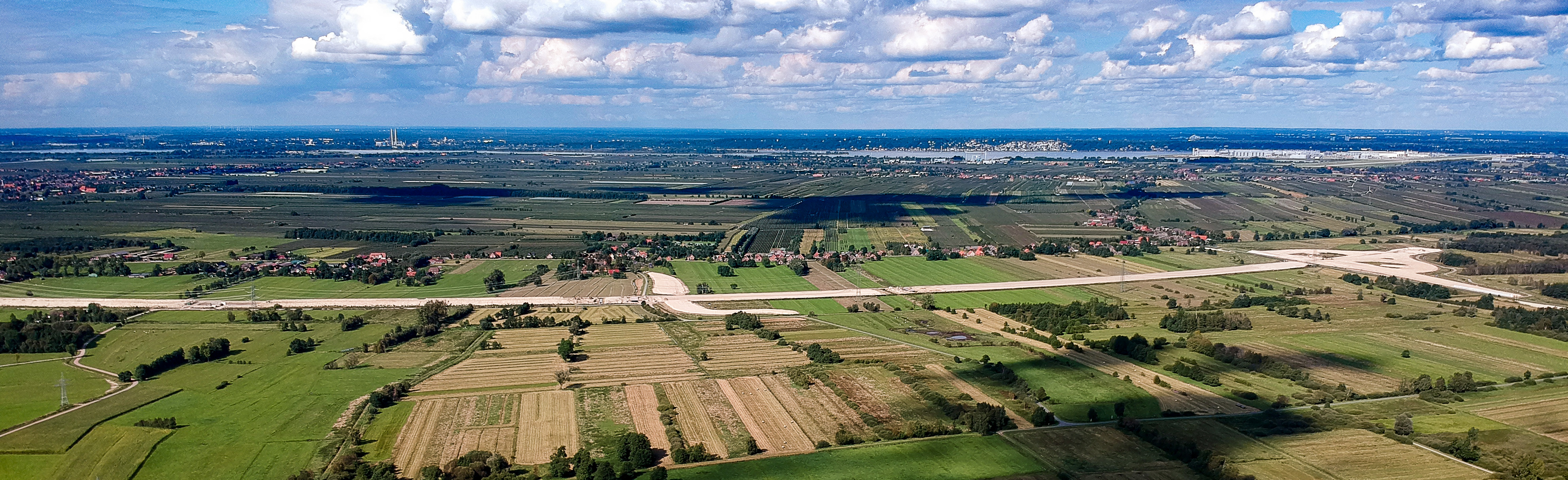
In aanbouw zijnde derde trajectdeel bij Rübke. In de achtergrond de Elbe. (2017)

Voor het derde ongeveer 4,1 kilometer lange trajectdeel van aansluiting Buxtehude oostelijk van de Este tot Neu Wulmstorf/Rübke, kort voor de deelstaatgrens Nedersaksen/Hamburg, ligt sinds 29 juni 2012 het tracébesluit vast. De start van de bouw was op 5 september 2013. Gepland staat het traject in juli 2021 op te leveren. Voor ontlasting van het nabijgelegen verkeersnet werd de B3n als eerste stap als westelijke randweg om Neu Wulmstorf gebouwd. Het zal in verder verloop zuidelijk van de B73 aan de bestaande B3 aangesloten worden en zo een betere verbinding naar de A1 bij aansluiting Rade vormen. In het Bundesverkehrswegeplan 2030 werd dit project als lopend traject opgenomen.

## In planning

### Vierde trajectdeel: "A26-West" (Neu Wulmstorf - A7)

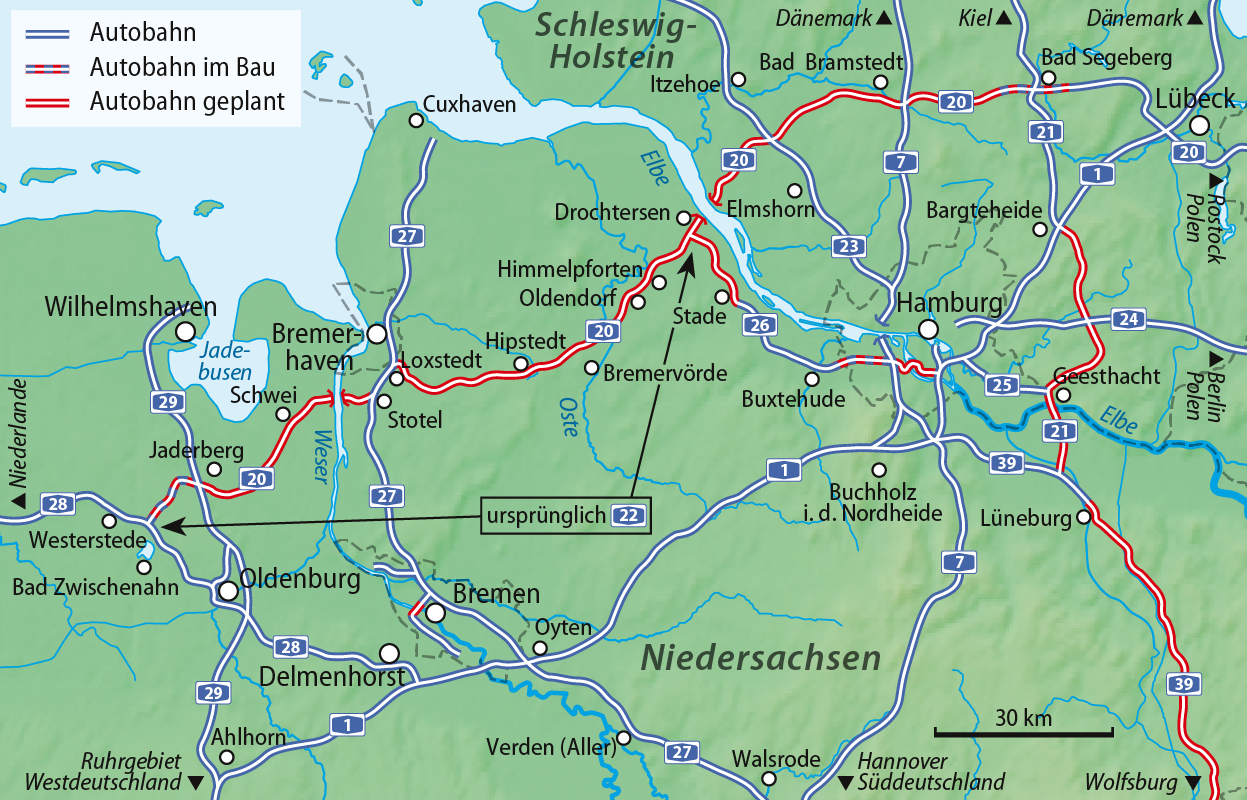
De geplande snelwegen A20 en A26 aan de westzijde van Hamburg.

Het vierde 8,7 kilometer lange deel van de deelstaatgrens Nedersaksen/Hamburg tot het knooppunt Kreuz Hamburg-Süderelbe, met aansluiting op de A7, werd hoofdzakelijk door de Vrije en Hanzestad Hamburg gepland (bouwdeel 4b). Sinds 8 oktober 2012 lopen hier de tracéprocedures, wat ongeveer 200 bezwaarschriften opleverde. Voor het vierde trajectdeel kon tot maart 2018 bezwaar tegen het tracébesluit worden gemaakt.
In het ontwerp en kabinetsbesluit van het Bundesverkehrswegeplan 2030 werd dit trajectdeel als bijna gepland project met een totale investering van €238,5 miljoen opgenomen.
Voor het Nedersaksische 800 meter lange deel van bouwdeel 4 (4a) liepen sinds 6 september 2012 de tracéprocedures. Hoewel het tracébesluit van bouwdeel 3 geen verlegging van aansluiting Rübke naar het oosten voorzag, blijft Neu Wulmstorf voor een oostelijke randweg om Rübke over het gebied van Hamburg inzetten om zwaar verkeer op de noordelijke L235 te vermijden.

### Vijfde trajectdeel (Drochtersen - Stade)
In mei 2004 besloot de verkeerscommissie van de Bondsdag de snelweg van Stade noordwestelijk naar Drochtersen met 15,6 kilometer te verlengen en op de geplande A20 aan te sluiten. Op dit trajectdeel liepen sinds 20 september 2010 de tracéprocedures. Het omvat naast de bouw van de snelweg een parkeerplaats, de aansluiting noordelijk van Stade en de aansluiting aan het bestaande traject voor de omgevormde aansluiting Stade-Ost.

### Planning A20/A26
Het knooppunt Kreuz Kehdingen evenals de aansluiting Drochtersen werden apart gepland, zodat aangesloten werd op de procedures van de Elbekruising en de A20.

### Zesde trajectdeel: "A26-Ost" of "Hafenpassage" (A7 - A253 - A1)

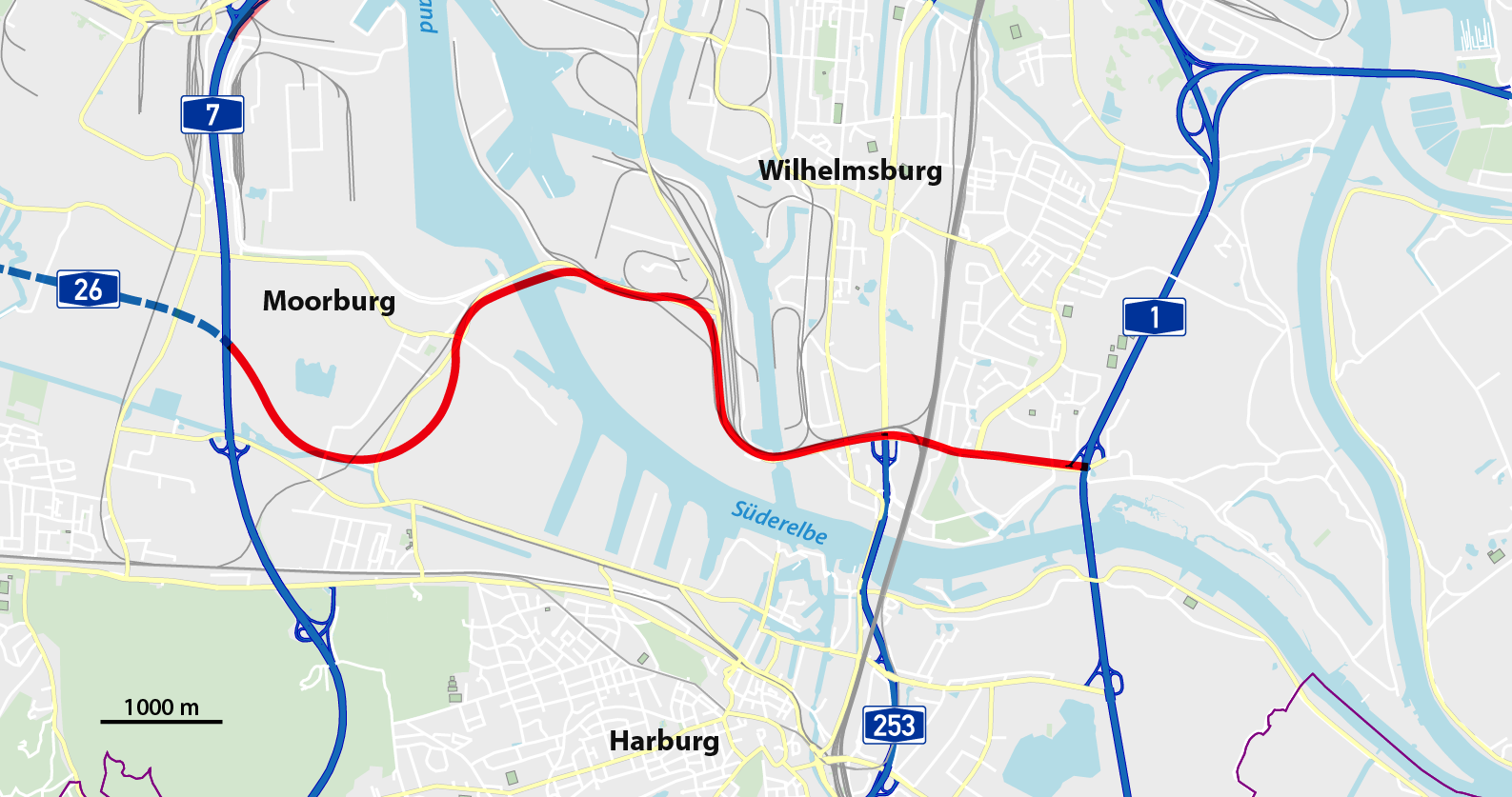
Het geplande tracé van de A26 door het havengebied tussen de A7 en de A1.

Plannen van het Bondsverkeersministerie voorzien een 9,7 kilometer lange verlenging van het vierde bouwdeel vanaf het knooppunt Kreuz Hamburg-Süderelbe, over de A7 zuidelijk van Wilhelmsburg langs, als de zogenaamde Hafenpassage naar de A1 met het knooppunt Dreieck Hamburg-Stillhorn. Daarvoor was ook een nieuwe brug over de Süderelbe nodig. Dit trajectdeel vervangt het niet gerealiseerd plan van de Hafenquerspange en wordt zelf eigenlijk onjuist ook wel Hafenquerspange genoemd.
De bouw zal in drie delen van west naar oost doorgevoerd worden. Het bouwdeel 6a (West) zal vanaf het toekomstige knooppunt Süderelbe naar de toekomstige aansluiting Hafen-Süd lopen, bouwdeel 6b (Mitte) tot de aansluiting Hohe Schaar en bouwdeel 6c (Ost) aansluitend tot de A1. Het hoogtepunt van bouwdeel 6b is de nieuwe Süderelbebrücke, waarvan het ontwerp na een architectenwedstrijd op 16 mei 2013 voorgesteld werd. Het zal een tuibrug met twee pylonen worden. De doorvaarthoogte voor schepen zal 53 meter bedragen. In bouwdeel 6c zal de spoorlijn Hamburg - Harburg met een tunnel gekruist worden.
In februari 2017 werden de tracéprocedures voor het bouwdeel 6a gestart. De documenten werden van 3 maart tot 3 april ter inzage gelegd, de inspraakperiode eindigde op 18 april 2017.
In januari 2015 verwachtte de Senaat van Hamburg dat de tracéprocedures van 2015 tot 2019 zouden lopen en een mogelijke bouwstart vanaf 2018. Een volledige vrijgave werd bij het gunstigste verloop midden jaren 2020 verwacht. Bij een informatieavond op 30 juni 2015 werd een kostenraming van €900 miljoen bekendgemaakt. In het Bundesverkehrswegeplan 2030 heeft dit trajectdeel een hoge prioriteit (vordringlicher Bedarf) met een totale verwachte investering van €895,5 miljoen.

## Y-tracé
Het zogenaamde Breimeier-Trasse, als alternatief voor de Y-Trasse, zorgt ervoor dat het goederenspoorverkeer voor de haven van Hamburg langs de geplande A26 tot Rübke en de toekomstige B3n tot Bachheide/Elstorf verder naar Buchholz en Wittenberge wordt geleid.